# Emmanuelle
Emmanuelle – główna bohaterka serii francuskich filmów erotycznych opartych na postaci wykreowanej przez Emmanuelle Arsan w powieści The Joys of a Woman. W pierwszej wersji filmu z 1974 roku w rolę Emmanuelle wcieliła się Sylvia Kristel.

## Seria filmów francuskich
- Emmanuelle (1974)
- Emmanuelle 2 (1975)
- Goodbye Emmanuelle (1977)
- Emmanuelle 4 (1984)
- Emmanuelle 5 (1986)
- Emmanuelle 6 (1988)
- Emmanuelle 7 (1993)
- Emmanuelle (2024)[1]

## Seria filmów francuskich wyprodukowanych dla telewizji
- Emmanuelle Forever (1993)
- Emmanuelle's Love (1993)
- Emmanuelle's Magic (1993)
- Emmanuelle's Revenge (1993)
- Emmanuelle's Perfume (1993)
- Emmanuelle in Venice (1993)
- Emmanuelle's Secret (1993)

## Seria filmów amerykańskich[2]
- Emmanuelle: Królowa Galaktyki (1994)
- Emmanuelle 2: Pożądanie (1994)
- Emmanuelle 3: Lekcja miłości (1994)
- Emmanuelle 4: Ukryte fantazje (1994)
- Emmanuelle 5: Czas fantazji (1994)
- Emmanuelle 6: Ostateczny Ruch (1994)
- Emmanuelle 7: Znaczenie miłości (1994)

## Druga seria filmów amerykańskich
- Emmanuelle 2000: Being Emmanuelle (2000)
- Emmanuelle 2000: Emmanuelle and the Art of Love (2000)
- Emmanuelle 2000: Emmanuelle in Paradise (2000)
- Emmanuelle 2000: Jewel of Emmanuelle (2000)
- Emmanuelle 2000: Intimate Encounters (2000)
- Emmanuelle 2000: Emmanuelle's Sensual Pleasure (2000)
- Emmanuelle 2000 (theatrical release, 2001)
- Emmanuelle 2000 Emmanuelle Pie (2002)

## Trzecia seria filmów amerykańskich
- Emmanuelle Private Collection: Sex Goddess (2004)
- Emmanuelle Private Collection: Emmanuelle vs. Dracula (2004)
- Emmanuelle Private Collection: Sex Talk (2004)
- Emmanuelle Private Collection: The Sex Lives of Ghosts (2004)
- Emmanuelle Private Collection: Sexual Spells (2004)
- Emmanuelle Private Collection: The Art of Ecstasy (2006)
- Emmanuelle Private Collection: Jesse's Secrets Desires (2006)
- Emmanuelle Tango (theatrical release, 2006)

## Czwarta seria filmów amerykańskich
- Emmanuelle Through Time: Emmanuelle's Skin City  (2011)
- Emmanuelle Through Time: Emmanuelle's Sexy Bite (2011)
- Emmanuelle Through Time: Sex, Chocolate & Emmanuelle  (2011)
- Emmanuelle Through Time: Rod Steele 0014 & Naked Agent 0069  (2011)
- Emmanuelle Through Time: Emmanuelle's Supernatural Activities  (2011)
- Emmanuelle Through Time: Emmanuelle's Sex Tales  (2011)
- Emmanuelle Through Time: Emmanuelle's Forbidden Pleasures  (2011)
- Emmanuelle in Wonderland (2012)

## Amerykańskie filmy telewizyjne
- Emmanuelle w Rio (2003)

## Filmy dokumentalne
- Emmanuelle: A Hard Look (2000)